# Galleri 21
Galleri 21 är ett av Malmös äldsta konstnärsdrivna gallerier. Verksamheten startade 1985 i ett gårdshus på Jakob Nilsgatan 21 av några konstnärer och kulturarbetare som tyckte att Malmö behövde ett nytt ställe att sprida kultur och konst från.  Numera är galleriet beläget på Rådmansgatan 5, vid Triangeln i centrala Malmö. Galleri 21 har utvecklats från ett lokalt galleri till ett för nordisk samtidskonst. Utställningslokalen består av fyra rum (120 m²) en halv trappa ner från gatuplanet.